# Giovanni Battista Pinello di Ghirardi

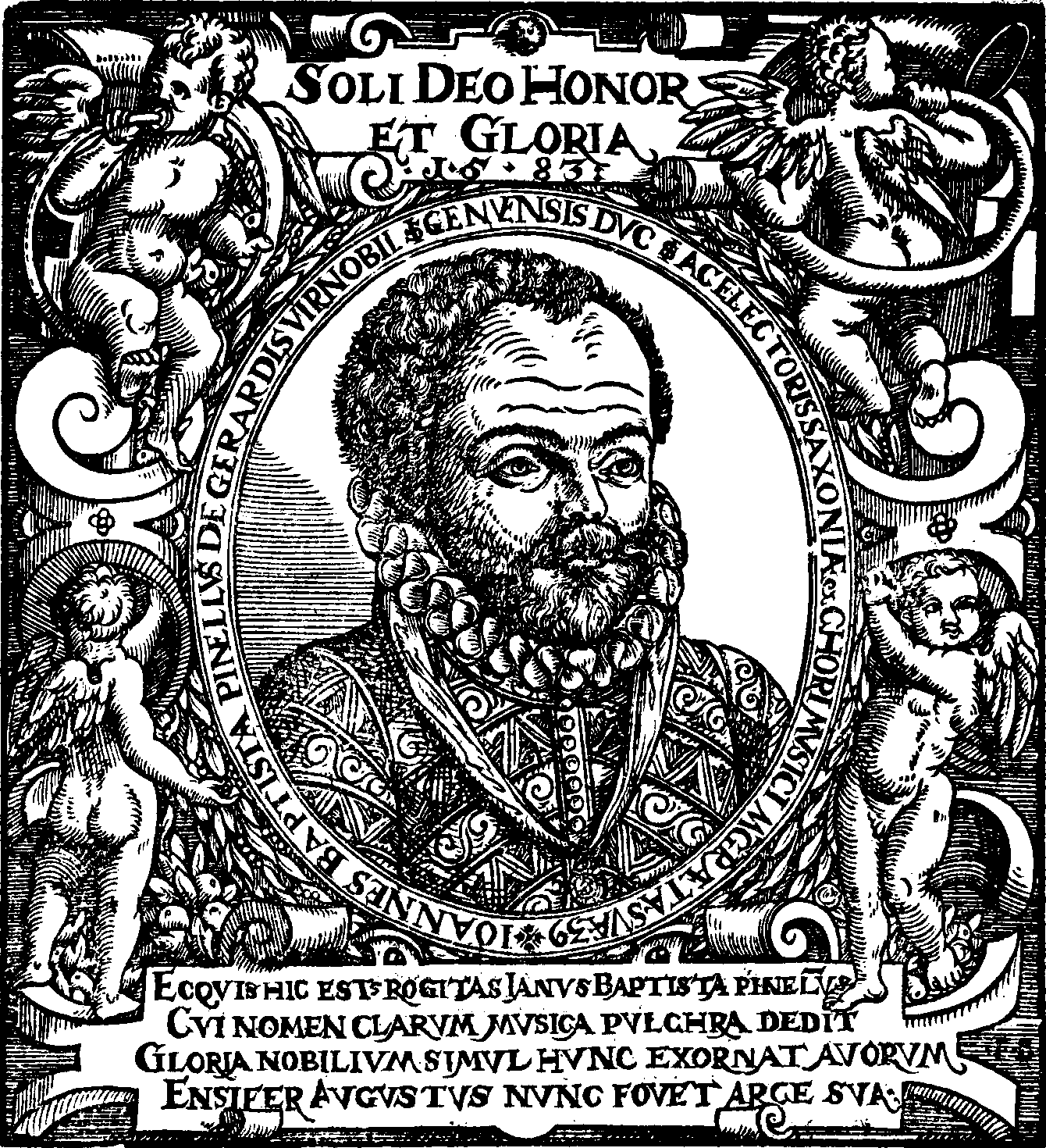
Giovanni Battista
Pinello di Ghirardi

Giovanni Battista Pinello di Ghirardi (* um 1544 in Genua; † 15. Juni 1587 in Prag) war ein italienischer Komponist und Kapellmeister der Renaissance.

## Leben
Giovanni Battista Pinello entstammte einer adeligen Genueser Familie. Er wirkte zuerst als Sänger in Vicenza, ab den 1570er Jahren am Innsbrucker Hof, danach in Prag am Hof Kaiser Rudolfs. Wenige Monate nach dem Tod von Antonio Scandello wurde er 1581 als Kapellmeister an die Dresdner Hofkapelle berufen. Wegen Unstimmigkeiten musste er schon bald diesen Posten aufgeben und ließ sich wieder in Prag nieder. Pinello gehörte zu den Komponisten, die den italienischen Stil in den deutschen Sprachraum einbrachten.
Johann Gottfried Walther erwähnte in seinem Musicalisches Lexicon von 1732, folgende Kompositionen Pinellos: Eine vierstimmige Messe (1583), ein deutsches Magnificat in den acht Kirchentönen (1584), Cantiones Sacrae und Madrigale zu acht, zehn und fünfzehn Stimmen (Dresden, 1584), die im Stil der neapolitanischen Vilanellen gehaltenen Neue deutsche Lieder zu fünf Stimmen, aus dem Italienischen übertragen, um nach italienischer Art gesungen und begleitet zu werden (Dresden, 1584), Napolitane a cinque voci (Dresden, 1585), Motetii quinque vocum (1588), 18 fünfstimmige Motetten (Prag 1588).